# Порт Бар (Луизијана)
Порт Бар (енгл. Port Barre) град је у америчкој савезној држави Луизијана.

## Демографија
По попису из 2010. године број становника је 2.055, што је 232 (-10,1%) становника мање него 2000. године.
| Група             | 2000.         | 2010.         |
| Белци             | 1.631 (71,3%) | 1.452 (70,7%) |
| Афроамериканци    | 624 (27,3%)   | 528 (25,7%)   |
| Азијати           | 4 (0,2%)      | 4 (0,2%)      |
| Хиспаноамериканци | 14 (0,6%)     | 32 (1,6%)     |
| Укупно            | 2.287         | 2.055         |